# Фрідом (округ Автаґемі, Вісконсин)
Фрідом (англ. Freedom) — місто (англ. town) в США, в окрузі Автаґемі штату Вісконсин. Населення — 6216 осіб (2020).

## Демографія
Згідно з переписом 2010 року, у місті мешкали 5842 особи в 2124 домогосподарствах у складі 1665 родин. Було 2178 помешкань
Расовий склад населення:
| - 97,9 % — білих - 0,7 % — корінних американців - 0,2 % — азіатів - 0,1 % — чорних або афроамериканців |

До двох чи більше рас належало 0,7 %. Частка іспаномовних становила 1,6 % від усіх жителів.
За віковим діапазоном населення розподілялося таким чином: 28,8 % — особи молодші 18 років, 61,9 % — особи у віці 18—64 років, 9,3 % — особи у віці 65 років та старші. Медіана віку мешканця становила 37,9 року. На 100 осіб жіночої статі у місті припадало 103,3 чоловіків;  на 100 жінок у віці від 18 років та старших — 102,7 чоловіків також старших 18 років.
Середній дохід на одне домашнє господарство  становив 95 824 долари США (медіана — 77 549), а середній дохід на одну сім'ю — 107 747 доларів (медіана — 84 103). Медіана доходів становила 55 800 доларів для чоловіків та 41 875 доларів для жінок. За межею бідності перебувало 2,3 % осіб, у тому числі 2,6 % дітей у віці до 18 років та 2,0 % осіб у віці 65 років та старших.
Цивільне працевлаштоване населення становило 3413 осіб. Основні галузі зайнятості: освіта, охорона здоров'я та соціальна допомога — 21,1 %, виробництво — 20,0 %, будівництво — 14,2 %, роздрібна торгівля — 10,5 %.